# Hodeng-au-Bosc
Hodeng-au-Bosc är en kommun i departementet Seine-Maritime i regionen Normandie i norra Frankrike. Kommunen ligger i kantonen Blangy-sur-Bresle som tillhör arrondissementet Dieppe. År 2022 hade Hodeng-au-Bosc 565 invånare.

## Befolkningsutveckling
Antalet invånare i kommunen Hodeng-au-Bosc
| Referens: INSEE |